# Parmena bicincta
Parmena bicincta är en skalbaggsart som först beskrevs av Küster 1849.  Parmena bicincta ingår i släktet Parmena och familjen långhorningar. Inga underarter finns listade i Catalogue of Life.